# Poa pawlowskii
Poa pawlowskii är en gräsart som beskrevs av Václav Jirásek. Poa pawlowskii ingår i släktet gröen, och familjen gräs. Inga underarter finns listade i Catalogue of Life.